# Chuyển tự Latinh tiếng Bulgaria
Các hệ thống hiện đại cho phiên âm La Mã ngôn ngữ Bulgaria đã được tạo ra bởi L. Ivanov tại Viện Toán học và Tin học tại Học viện Bulgaria Khoa học vào năm 1995. Hệ thống này được xác định bởi bảng sau:
| А A | Б B | В V  | Г G  | Д D  | Е E   | Ж ZH | З Z | И I  | Й Y  |
| К K | Л L | М M  | Н N  | О O  | П P   | Р R  | С S | Т T  | У U  |
| Ф F | Х H | Ц TS | Ч CH | Ш SH | Щ SHT | Ъ A  | Ь Y | Ю YU | Я YA |

Hệ thống này đã được thông qua để sử dụng chính thức của Bulgaria (Luật Chuyển chữ 2009). Nó đã được thông qua cũng do Liên Hợp Quốc vào năm 2012, và bởi Hoa Kỳ và Vương quốc Anh vào năm 2013. Ivanov đề xuất sử dụng cách tiếp cận của ông chuyển chữ Latinh cho bảng chữ cái Kirin của ngôn ngữ Slav khác, đặc biệt là bảng chữ cái tiếng Nga.

## Hình minh họa
Ví dụ (Điều 1 của Tuyên ngôn Quốc tế Nhân quyền)
| Всички хора се раждат свободни и равни по достойнство и права. Те са надарени с разум и съвест и следва да се отнасят помежду си в дух на братство. |  | Vsichki hora se razhdat svobodni i ravni po dostoynstvo i prava. Te sa nadareni s razum i savest i sledva da se otnasyat pomezhdu si v duh na bratstvo. |